# Alberto Juantorena
Alberto Juantorena (celým jménem Alberto Juantorena Danger, * 3. prosince 1950 Santiago de Cuba) je bývalý kubánský atlet, běžec na středních tratích, dvojnásobný olympijský vítěz z roku 1976 z Letních olympijských her v Montrealu.
Pro jeho neobvyklou výkonnost se mu v době závodní kariéry přezdívalo El Caballo - "kůň". Novináři jej zase rádi označovali přídomkem Karibské tornádo.
Původně hrával basketbal, ale poznal, že jeho 188 centimetrů není pro tento sport optimální výškou. Zlom jeho životě nastal v roce 1971, když přišel z tehdejší provincie Oriente do hlavního města Havany, kde se setkal s polským trenérem Zygmuntem Zabierzowskim, který vychoval řadu polských sprinterů a který v té době zrovna působil na Kubě. Po několika měsících tréninku se Zabierzowskim zaběhl Juantorena 400 metrů za 48,2 sekundy a v následujícím roce se už kvalifikoval na olympijské hry v Mnichově. Jeho následující dráha vrcholového atleta trvala dvanáct let (1972-1984).
Alberto Juantorena vystudoval ekonomiku a už na sklonku své aktivní dráhy se ve své zemi začal věnovat nejrůznějším funkcím, především v oblasti sportu a vědy. Na Kubě se stal dokonce náměstkem ministra pro sport, místopředsedou kubánského olympijského výboru a v mezinárodním měřítku posléze i členem Rady Mezinárodní asociace atletických federací (IAAF).
Do Síně slávy IAAF byl zařazen hned v roce jejího vzniku, 2012.

## Světové rekordy Alberta Juantoreny
- 800 metrů, 1:43,50, Montreal 25.7.1976. Světový rekord z olympijského finále v Montrealu, první polovina závodu za 50,9 sekundy, druhá za 52,6 sekundy. Datum běhu připadlo shodou okolností na předvečer jednoho z kubánských státních svátků, dne útoku revolucionářů na kasárna Moncada 26.7.1953.
- 800 metrů, 1:43,44, Sofie 21.8.1977. Na sofijském stadionu Vasila Levského vylepšil Juantorena svůj rok starý rekord z olympijských her. První kolo se běželo za 51,4 sekundy, druhé za 52,0 sekundy. I ostatní běžci univerziádního finále dosáhli rychlých časů: stříbrný Jugoslávec Milovan Savić (1:45,6) i Francouz José Marajo (1:45,9). IAAF světový rekord schválila v zaokrouhlené podobě, 1:43,4.

## Výkony Alberta Juantoreny v jednotlivých sezónách

### 400 m
| rok  | výkon | pořadí svět | poznámka                                                                  |
| ---- | ----- | ----------- | ------------------------------------------------------------------------- |
| 1971 | 48,2  |             |                                                                           |
| 1972 | 45,94 | 38          | ruční a elektronické výkon vedeny ve světových tabulkách dosud neodděleně |
| 1973 | 45,36 | 2           | ručně 45,6, 12= svět                                                      |
| 1974 | 44,7  | 1           | elektronicky 45,52, 7= svět                                               |
| 1975 | 44,80 | 2           |                                                                           |
| 1976 | 44,26 | 1           |                                                                           |
| 1977 | 44,65 | 1           |                                                                           |
| 1978 | 44,27 | 1           |                                                                           |
| 1979 | 45,24 | 10          |                                                                           |
| 1980 | 45,09 | 6           |                                                                           |
| 1981 | 46,65 |             |                                                                           |
| 1982 | 45,51 | 25=         |                                                                           |
| 1983 | ---   | ---         |                                                                           |
| 1984 | 45,69 | 58=         |                                                                           |

### 800 m
| rok  | výkon   | pořadí svět |
| ---- | ------- | ----------- |
| 1973 | 1:49,8  |             |
| 1974 | 1:50,9  |             |
| 1975 | ---     | ---         |
| 1976 | 1:43,50 | 1           |
| 1977 | 1:43,44 | 1           |
| 1978 | 1:44,38 | 4           |
| 1979 | 1:46,4  | 24=         |
| 1980 | ---     | ---         |
| 1981 | 1:46,0  | 20          |
| 1982 | 1:45,15 | 14          |
| 1983 | 1:45,04 | 18          |
| 1984 | 1:44,88 | 22          |

= stejného výkonu dosáhli v sezoně dva atleti či více atletů

## Vrcholové závody

### Olympijské hry
Alberto Juatorena startoval na třech olympijských hrách – v roce 1972, 1976 a 1980.

#### Mnichov 1972
Na svých prvních olympijských hrách, v roce 1972 v Mnichově, postoupil Alberto Juantorena z rozběhu (45,94 sekundy) i z meziběhu (45,96 sekundy), ale v semifinále skončil pátý (46,06) – a pouhých 0,06 sekundy mu chybělo, aby se zařadil mezi první čtyři semifinalisty, kteří z jeho běhu postupovali do finále.

#### Montreal 1976
Na Letních olympijských hrách 1976 v Montrealu vyhrál nejdříve běh na 800 m a poté také na 400 m. Ve finále běhu na 800 metrů vytvořil nový světový rekord časem 1:43,50 min. Druhý skončil Ivo Van Damme z Belgie časem 1:43,86 min. Je dosud jediným atletem, který zvítězil na jedné olympiádě v těchto dvou disciplínách.
V běhu na 400 m vyhrál časem 44,26 s náskokem 14 setin sekundy před druhým Frederickem Newhousem z USA. V době, kdy už osm roků platil světový rekord Američana Lee Evanse z vysokohorské dráhy v Mexico City (43,86 sekundy), představoval Juantorenův čas nejlepší elektronicky měřený nížinný výkon v běhu na 400 metrů všech dob.
V Montrealu startoval ještě ve štafetě na 4 × 400 metrů, kde tým Kuby obsadil ve finále časem 3:03,81 sedmé místo.

#### Moskva 1980
Se zraněními bojující Alberto Juantorena se na olympijských hrách v Moskvě soustředil jen na jednu disciplínu – 400 metrů. Čas 45,09 sekundy stačil jen na čtvrté místo.

### Světové univerziády
V roce 1973 vybojoval Alberto Juantorena zlatou medaili na světové univerziádě v Moskvě (400 metrů v čase 45,36 sekundy). Na univerziádě v roce 1977 v bulharské Sofii získal zlatou medaili v běhu na 800 metrů v novém světovém rekordu 1:43,44.

#### Světový pohár
Alberto Juantorena byl jednou z nejvýraznějších postav premiérového ročníku světového poháru, týmové soutěže jednotlivých kontinentů, která se konala v roce 1977 v západoněmeckém Düsseldorfu a jejímž nástupcem je současný Kontinentální pohár. V běhu na 800 m zvítězil (časem 1:44,04) v napjatě očekávaném souboji nad keňským půlkařem Mikem Boitem – závod byl sledován s velkým zájmem vzhledem k tomu, že se obě – v té době nejvýraznější – osobnosti světové osmistovky spolu nemohly, vinou afrického bojkotu, utkat rok předtím na olympijských hrách v Montrealu. Juantorena, běžící v dresu Střední Ameriky a Karibiku, připojil v Düsseldorfu i vítězství v běhu na 400 metrů (45,36 sekundy).

### Panamerické hry
V roce 1975 získal Alberto Juantorena na panamerických hrách, přádaných ve vysokohorském prostředí hlavního města Mexika, stříbrnou medaili na 400 metrů (44,80 sekudy) a s kubánskou štafetou na 4 × 400 metrů vybojoval další stříbro časem 3:02,8. Na následujících panamerických hrách, v roce 1979 v San Juanu na Portoriku, byl znovu stříbrný na 400 m (45,24) i na 800 m (1:46,4) a v čase 3:06,3 připojil bronzovou medaili ve štafetě.

### Hry Střední Ameriky a Karibiku
Juantorena na nich startoval poprvé v roce 1974 (zlatá medaile v Santo Domingu na 400 metrů, 45,52 a ve štafetě na 4 × 400 metrů, 3:06,36), podruhé v roce 1978 v kolumbijském Medellínu (vítězství na 400 metrů v druhém nejlepším čase své čtvrtkařské kariéry – 44,27 sekundy – a v běhu na 800 metrů, 1:47,23) a v roce 1982 v kubánské Havaně (zlatá medaile na 800 metrů v čase 1:45,15 a opět ve štafetě na 4 × 400 metrů, v čase 3:03,59).

### Mistrovství Střední Ameriky a Karibiku
V roce 1973 zvítězil v běhu na 400 metrů na mistrovství ve venezuelském Maracaibu (46,4). Zlatou medaili vybojoval také v roce 1981 v Santo Domingu za čas 1:47,59 v běhu na 800 metrů.

### Mistrovství světa
Alberto Juantorena se ještě dožil historicky prvního atletického mistrovství světa v Helsinkách v roce 1983. V jednom ze semifinálových běhů na 800 metrů však po nešťastném došlápnutí na vnitřní obrubník atletické dráhy utrpěl komplikovanou frakturu nohy a musel být z dráhy odnesen s bolestivými grimasami na nosítku. Dokázal se však zotavit a ve velmi dobré formě absolvoval ještě svou poslední sezónu – 1984. Ale již bez čtvrté olympijské účasti, o kterou ho připravilo kubánské připojení se k sovětskému bojkotu letních olympijských her v Los Angeles.

### Družba 84
Alberto Juantorena ukázal naposledy své běžecké schopnosti ve svých bezmála 34 letech, na závodech Družba, jejichž mužské atletické disciplíny se odbývaly v Moskvě (ženy závodily v Praze) a které byly jakousi náhradní akcí za Sovětským svazem a jeho spojenci bojkotované olympijské hry v Los Angeles. Juantorena v Moskvě startoval v běhu na 800 metrů a v mrtvém závodě vybojoval společně s Polákem Ryszardem Ostrowskim (oba 1:45,68) svou poslední zlatou medaili.

## Nejlepší výkony Alberta Juantoreny

### 400 metrů
| výkon | pořadí | místo       | datum      | závod                                                                              |
| ----- | ------ | ----------- | ---------- | ---------------------------------------------------------------------------------- |
| 44,26 | 1      | Montreal    | 29.7.1976  | olympijské hry                                                                     |
| 44,27 | 1      | Medellín    | 16.7.1978  | hry Střední Ameriky a Karibiku                                                     |
| 44,65 | 1      | Havana      | 13.9.1977  | Spartakiáda spřátelených armád                                                     |
| 44,70 | 1      | Ostrava     | 5.6.1976   | mítink Zlatá tretra                                                                |
| 44,79 | 1      | Guadalajara | 12.8.1977  | kvalifikace atletů Střední Ameriky a Karibiku pro světový pohár 1977 v Düsseldorfu |
| 44,80 | 2      | Mexico City | 18.10.1975 | panamerické hry                                                                    |
| 44,7  | 1      | Turín       | 24.7.1974  | mezinárodní mítink                                                                 |
| 44,7  | 1      | Havana      | 24.4.1976  | Barrientosův memoriál                                                              |
| 44,92 | 1      | Drážďany    | 19.5.1976  |                                                                                    |
| 44,98 | 1      | Berlín      | 16.6.1977  | mítink Olympijský den                                                              |

### 800 metrů
| výkon   | pořadí | místo           | datum     | závod                                  |
| ------- | ------ | --------------- | --------- | -------------------------------------- |
| 1:43,44 | 1      | Sofie           | 21.8.1977 | světová univerziáda                    |
| 1:43,50 | 1      | Montreal        | 25.7.1976 | olympijské hry                         |
| 1:43,64 | 1      | Curych          | 24.8.1977 | mítink Weltklasse                      |
| 1:43,66 | 1      | Bydhošť         | 19.6.1977 | Kusocińského memoriál                  |
| 1:44,04 | 1      | Düsseldorf      | 2.9.1977  | světový pohár                          |
| 1:44,38 | 1      | Kolín nad Rýnem | 22.6.1978 |                                        |
| 1:44,88 | 3      | Florencie       | 13.6.1984 | mezinárodní mítink                     |
| 1:44,9  | 1      | Havana          | 10.7.1976 |                                        |
| 1:44,97 | 1      | Bratislava      | 10.6.1978 | mítink PTS (Pravda-Televízia-Slovnaft) |
| 1:45,04 | 1      | Havana          | 17.6.1983 |                                        |

## Alberto Juantorena v ročních žebříčcích (world rankings) časopisu Track & Field News

### celkové pořadí (muži)
| rok  | pořadí   |
| ---- | -------- |
| 1976 | 1. místo |
| 1977 | 1. místo |

### 400 m
| rok  | pořadí    |
| ---- | --------- |
| 1972 | ---       |
| 1973 | 3. místo  |
| 1974 | 1. místo  |
| 1975 | 4. místo  |
| 1976 | 1. místo  |
| 1977 | 1. místo  |
| 1978 | 1. místo  |
| 1979 | 5. místo  |
| 1980 | 10. místo |
| 1981 | ---       |
| 1982 | ---       |

### 800 m
| rok  | pořadí   |
| ---- | -------- |
| 1976 | 1. místo |
| 1977 | 1. místo |
| 1978 | 6. místo |
| 1979 | ---      |
| 1980 | ---      |
| 1981 | ---      |
| 1982 | 2. místo |

## Alberto Juantorena a Československo
Československo představovalo pro Alberta Juantorenu oblíbenou závodnickou destinací a na mítincích a utkáních v českých zemích i na Slovensku startoval poměrně často.
V Československu startoval již před olympijskými hrami v Mnichově, v roce 1972 na pražském Rošického memoriálu, kde byl druhý v běhu na 400 metrů v čase 46,6 sekundy. V roce 1974 zaujal pražské publikum, když na strahovském stadionu předvedl během mezistátního atletického utkání Československo-Kuba-Maďarsko kvalitní čas v běhu na 400 metrů - 45,3 sekundy. V roce 1975 se do Prahy vrátil a znovu startoval na Rošického memoriálu, kde vyhrál běh na 400 metrů v čase 46,0 sekundy. V olympijském roce 1976 startoval v Bratislavě na mítinku PTS (Pravda-Televízia-Slovnaft), kde vyhrál jak běh na 400 (45,85 s), tak i na 800 metrů (1:46,8). Podobný dvojstart uskutečnil v roce 1976 také v Ostravě, na mítinku Zlatá tretra. V Ostravě vyhrál běh na 800 metrů (1:47,6) - a především na 400 metrů ve vynikajícím čase 44,70 s, který se na dlouhá léta stal nejrychlejším časem zaběhnutým v této disciplíně na československém či českém území.
Právě v Ostravě - jak záhy prozradil jeho polský trenér - dospěl Juantorena po úspěšném dvojstartu na mítinku Zlatá tretra k definitivnímu rozhodnutí startovat na blížících se olympijských hrách v Montrealu ve dvou disciplínách - v běhu na 400 i 800 metrů.
Do Československa přicestoval Juantorena i po montrealském olympijském triumfu. Hned v roce 1977 byl první v běhu na 800 m na ostravské Zlaté tretře (1:45,8) a zvítězil i na bratislavské PTS (400 m za 45,63). Obě města navštívil i v následujícím roce 1978. Vyhrál opět jak v Ostravě (400 m za 45,17 sekundy), tak i v Bratislavě (400m za 45,99 sekundy a 800 metrů za 1:44,97). Ještě v roce 1982, na sklonku své atletické kariéry, zvítězil ve Vítkovicích v běhu na 800 metrů v čase 1:48,19 a v Bratislavě v čase 1:46,46.
Zatím poslední návštěva Alberta Juantoreny v České republice se uskutečnila 20.5.2016, kdy byl hostem 55. ročníku Zlaté tretry. Během tohoto ostravského pobytu navštívil rovněž industriální komplex Dolní oblast Vítkovice.

## Zajímavost
Alberto Juantorena je zmíněn v legendární československé televizní komedii Jak dostat tatínka do polepšovny. Tatínek poté, co se syn Vašek (Tomáš Holý) nečekaně vrátí z výpravy s dědou, pronesl větu: "To není Colombo, to je Juantorena."

## Alberto Juantorena a IAAF
Alberto Juantorena působí jako člen Rady Mezinárodní asociace atletických federací (IAAF) a je členem Rozvojové komise IAAF. Na kongresu IAAF v Pekingu v srpnu 2015 byl zvolen za jednoho ze čtyř viceprezidentů této atletické asociace.